# Białowieska nationalpark
Białowieskaskoven (polsk: Białowieski Park Narodowy; hviderussisk: Белавежскі нацыянальны парк, tr. Belavezjski natsyjanalny park) er en nationalpark på grænsen mellem Polen (Podlasie voivodskab) (100 km2) og Hviderusland (Brest oblast og Hrodna oblast) (157 km2), 62 km sydøst for Białystok og 70 km nord for Brest.

## Historie
Hele Østeuropa har tidligere været dækket af urskov, der svarer til Białowieskaskoven. Før omkring 1300-tallet var rejser begrænset til flodruter, veje og broer blev bygget på et langt senere tidspunkt. I 1300-tallet blev jagten i hele skovområdet begrænset. I 1400-tallet blev skoven kong Jagellos ejendom. Han anvendte skoven som en fødevareressource for sin hær, da den marcherede til Slaget ved Grunwald. En træherregård i Bialowieza blev hans tilflugt under pesten i 1426. Den første registrerede lovgivning om beskyttelse af skoven er fra 1538, da kong Sigismund den Gamle i et dekret indførte dødsstraf for krybskytteri på visent (europæisk bison). Kong Sigismund byggede samtidigt et nyt jagtslot af træ i Bialowieza, der blev opkaldt efter skoven.
I 1541 blev skoven jagtreservat for at beskytte visenten. I henhold til lovgivning fra 1557 blev der nedsat et særligt nævn, der skulle undersøge brugen af skoven. I 1639 udsendte kong Władysław IV Waza "Bialowiezas kongelige skovforordning" (Ordynacja Puszczy JK Mości leśnictwa Białowieskiego). Forordningen ophævede livegenskabet for bønderne, der boede i skoven, og gav dem skattefrihed mod til gengæld at tjene som osocznicy (kongelige skovarbejdere). Skoven var delt op 12 trekantede områder (straże) med et center i Bialowieza.
Indtil Jan II Kazimierz Wazas regeringstid var skoven hovedsageligt ubeboet, men i slutningen af 1600-tallet blev flere små landsbyer anlagt for at udvinde jernmalm og producere tjære. Landsbyerne blev befolket med tilflyttere fra Masovien og Podlasie og mange af dem bor der stadig.
Efter Polens deling gjorde zar Paul I alle skovarbejderne til livegne og overdrog dem, sammen med skoven, hvor de boede, som len til forskellige russiske aristokrater og generaler. Samtidigt fik et stort antal jægere adgang til skoven, da al beskyttelse blev afskaffet. På grund af dette faldt antallet af visenter fra mere end 500 til under 200 på 15 år, men i 1801 genindførte zar Alexander I reservatet og ansatte bønder til beskytte dyrene, og i 1830'erne var der igen 700 visenter. Imidlertid deltog de fleste af skovarbejderne (500 ud af 502) i novemberopstanden i 1830 til 1831, og deres stillinger blev afskaffet, hvilket førte til nedlæggelse af beskyttelsen.
Alexander II besøgte skoven i 1860 og besluttede, at beskyttelsen af visenten skulle genetableres. På hans ordre blev alle rovdyr, ulve, bjørne og losser, udryddet. I 1888 blev de russiske zarer ejere af al urskov, og skoven blev igen et kongelig jagtrevir. Zarerne begyndte at sende visenter som gaver til forskellige europæiske fyrster, mens der samtidigt blev indført rådyr, elge og andre dyr, der importeredes fra Rusland. Den sidste store tsaristiske jagt fandt sted i 1912.
Under 1. verdenskrig var skoven udsat for rovdrift. Den tyske hær besatte området i august 1915 og indledte jagt på dyrene. I løbet af mere end tre års tysk besættelse var der anlagt mere end 200 km jernbane i skoven for at udvikle industrien i området og bygget tre savmøller i Hajnówka, Bialowieza og Grodek. Op til den 25. september 1915 var mindst 200 Visenter blevet dræbt, og der blev udstedt forbud mod jagt i området. Polske krybskytter, tyske soldater og russiske soldater udplyndrede skoven og fortsatte nedslagtningerne frem til februar 1919, hvor området blev erobret af den polske hær. Den sidste visent var blevet dræbt en måned tidligere, ligesom tusindvis af hjorte og vildsvin var blevet skudt af krybskytterne.
Efter den polsk-sovjetiske krig i 1921 blev de centrale del af Bialowieska skoven nationalpark. I 1923 blev professor Józef Paczoski videnskabelig leder af nationalparken og udførte detaljerede undersøgelser af vegetationen.
I 1923 fandtes der kun 54 visenter i forskellige zoologiske haver rundt om i verden. I 1929 købte den polske stat fire visenter fra forskellige zoologiske haver og fra det vestlige Kaukasus, hvor visenten kun få år efter uddøde. Det meste af skoven blev erklæret nationalpark i 1932.
Genindførelse af visenten blev en succes, og i 1939 var der 16 visenter i Bialowieza nationalpark. To af dem var fra en zoologiske have i Pszczyna og var efterkommere af et par visenter fra skoven, som var blevet foræret til Hertugen af Pszczyna af zar Alexander II i 1865.
I 1941 blev skoven besat af tyskerne, og indbyggerne blev deporteret. Hermann Göring planlagde at gøre skoven til det største jagtrevir i verden. Efter juli 1941 blev skoven tilflugtssted for både polske og sovjetiske partisaner, og tyske myndigheder organiserede massehenrettelser af folk, der mistænktes for medvirken i modstandskampen. Flere massegrave efter Gestapos myrderier kan ses i skoven. I juli 1944 blev området befriet af den Røde Hær. Under tilbagetoget nedrev Wehrmachts tropper det historiske Bialowieza jagtslot.
Efter 2. verdenskrig blev skoven delt mellem Polen og Hviderussiske SSR. Den sovjetiske del blev sat under offentlig administration, og den polske del af Bialowieza nationalpark blev genåbnet i 1947.
Bialowieza blev beskyttet i henhold til afgørelse nr. 657 af Rådet af Folkekommissærer i Sovjetunionen, den 9. oktober 1944, bekendtgørelse nr. 2252-P i USSR's Ministerråd, den 9. august 1957 og dekret No.352 af hviderussiske SSRs ministerråd, den 16. september 1991.
Den 8. december 1991 blev Minsk-aftalen om at opløse Sovjetunionen underskrevet af ledere fra Hviderusland, Rusland og Ukraine på statens dacha nær Viskuli i den hviderussiske del af Białowieskaskoven.
Naturparken blev optaget på UNESCOs Verdensarvsliste i 1979 og udvidet 1992 samt 2014 efter kriterie VII og blev internationalt anerkendt som et Biosfærereservat under UNESCO's "Man and the Biosphere" program i 1993.
En ny attraktion i den hviderussiske del af nationalparken er et nytårsmuseum, der er bolig for Dzied Maroz eller Ded Moroz (dansk: Bedstefar Frost, ~østslavisk julemand). Tusindvis af turister besøger årligt museet.

## Floraogfauna

### Træer
- Rødgran (Picea)
- Fyrreslægten (Pinus)
- Eg (Quercus)
- Birk (Betula)

### Dyr
- Europæisk bison (Bison bonasus)
- Elg (Alces alces)
- Hjort
- Rådyr (Capreolus capreolus)
- Konik (Equus ferus caballus)
- Vildsvin (Sus scrofa)
- Ulv (Canis lupus)
- Los (Lynx lynx)
- Ræv (Vulpes vulpes)
- Grævling (Meles meles)
- Odder (Lutra lutra)
- Mår (Martes martes)
- Lækat (Mustela erminea)
- Bæver (Castor fiber)
- Leislers flagermus (Nyctalus leisleri)
- Spidsmus (Sorex caecutiens)
- Lapugle (Strix nebulosa)
- Tretået spætte (Picoides tridactylus)

## Byer og landsbyer i området
| Byer i Polen: - Białystok - Hajnówka - Kleszczele | Landsbyer i Polen: - Białowieża - Dubicze Cerkiewne - Czeremcha - Narewka - Topiło | Byer i Hviderusland: - Kamieniec - Swisłocz | Landsbyer i Hviderusland: - Kamieniuki - Dobrowola - Popielewo |

## Billeder fra Białowieski nationalpark
- Landskab
- Konik
- Ulv
- Hjort
- Vildsvin